# Бигнов, Рамиль Имамагзамович
Рамиль Имамагзамович Бигнов (род. 13 февраля 1956, Верхний Аташ, Башкирская АССР) — общественный и политический деятель, хозяйственный работник, предприниматель. Народный депутат Верховного Совета РСФСР (1990—1993), депутат Государственной Думы РФ II созыва (1996—1999).

## Биография
- 1973—1978 — студент строительного факультета Уфимского нефтяного института.
- 1978—1980 — каменщик, затем мастер СУ—1 строительного треста КПД («Крупнопанельное домостроение») г. Уфа.
- 1979—1983 — заместитель секретаря, затем секретарь комитета ВЛКСМ треста КПД.
- 1981—1983 — заместитель начальника управления комплектации треста КПД.
- 1983—1985 — первый секретарь Октябрьского районного комитета ВЛКСМ (г. Уфа).
- 1984—1986 — командир Башкирского областного штаба студенческих строительных отрядов.
- 1986—1988 — советник по делам молодёжи в составе ограниченного контингента советских войск в Демократической Республике Афганистан.
- 1988 — секретарь парткома треста КПД.
- 1989 — управляющий треста ПТК Главбашстроя (г. Уфа).
- 1990 — секретарь комитета КПСС треста КПД г. Уфа.
- 1990—1992 — главный строитель, затем директор дирекции оперативного управления треста КПД г. Уфа.
- 1990 — председатель «Демократического конгресса Башкортостана».
- 1990—1993 — народный депутат Верховного Совета РСФСР.
- 1991—1993 годы — член Верховного Совета СССР(?).
- 1992—1996 — генеральный директор регионального отделения международного фонда содействия приватизации и иностранным инвестициям «Интерприватизация», генеральный директор ООО «Транснациональная компания — Юниверс».
- 1993—1996 — генеральный директор чекового инвестиционного фонда «Бирлик».
- 1996—1999 — депутат Государственной Думы Российской Федерации.
- с 1997 — заместитель председателя исполкома Съезда татар Башкортостана.
- 1998 — возглавлял штаб избирательной кампании Муртазы Рахимова на выборах Президента Башкортостана.
- 1999—2001 — депутат Госсобрания-Курултая РБ.
- с 2001 — вновь генеральный директор ООО «Транснациональная компания — Юниверс».
- с 2002 — руководитель торгово-экономического представительства Татарстана в Республике Башкортостан.
- 2003—2018 — учредитель и единственный владелец ОАО «Белсталь» г. Белорецк.
- 2004—2008 — сопредседатель Совета Фед.(?) национально-культурной автономии татар РФ
- 2004—2011 — Председатель Совета региональной национально-культурной автономии татар РБ.
- 2011 — генеральный директор открытого акционерного общества «Белсталь» (г. Белорецк).[2][3]
- 2012 — член Общественного совета при МВД РФ по РБ, представитель (?) общественной организации «Татары Башкортостана».[4][5]
- 2012 — председатель регионального Союза общественных объединений «Татары Башкортостана».[6][7]
- 2013—2015 — Председатель Общественной Палаты Республики Башкортостан.[8][9][9][10][11][12][13][14][15][16][17]
- 2013—2015 — Председатель Общественного совета при МВД РФ по РБ.
- 2015 — депутат Госсобрания-Курултая РБ, (был кандидатом от «Единой России», доизбран на дополнительных выборах 13 сентября по Туймазинскому одномандатному избирательному округу[18][19], входил в состав комитета по промышленности, инновационному развитию и предпринимательству[20]).[21][22][23][24][25][26][27][28]

## Рейтинги и т.п
- 2015 — заработал больше всех депутатов Курултая (согласно декларации — 36,9 миллиона рублей)[29].
- апрель 2016 — 46-е место в рейтинге 50 наиболее влиятельных политиков Республики Башкортостан.[30][31][32]
- июнь 2016 — по данным Агентства политических и экономических коммуникаций (АПЭК) занял 28-е место в рейтинге самых влиятельных политиков Башкортостана.[33][34]
- 2017 — занял 40 место в рейтинге 50 наиболее влиятельных политиков Республики Башкортостан по итогам 2016 года[35].

## Награды
- 1985 — знак «За активную работу в комсомоле».
- 1986 — знак «За активную работу в студ. отрядах».
- 1986 — медаль «За трудовое отличие».
- 1988 — Почётный знак ЦК ВЛКСМ.
- 1988 — орден «Знак Почёта».
- 1988 — орден «Дружба народов» Республики Афганистан.
- 1988 — орден «За храбрость» Республики Афганистан.
- 2016 — орден «Дружбы народов» Республики Башкортостан[25]